# Вієсіте
Вієсіте (латис. Viesīte) — місто в Вієсітського краю Латвії.

## Назва
- Вієсіте (латис. Viesīte;  вимова)
- Екенграфен (нім. Eckengrafen)

## Географія
Розташоване в центральній частині краю. Лежить на перетині важливих магістралей: Єкабпілс-Нерета, Акністе-Рига. Відстань до Єкабпілса — 32 км, до Риги — 130 км, і до литовського кордону — 31 км.

## Історія
- Ліфляндська губернія